# De Ertepeller
De Ertepeller (ook bekend als Aaichie) is een standbeeld uit het jaar 1977 in het Nederlandse dijkdorp Papendrecht. Het is een bronzen beeld van een zittende man die bezig is met het pellen van erwten. De maker van het beeld is J.J.M. Marks. Het beeld is een symbool voor de Papendrechters, die 'ertepellers' genoemd worden, omdat ze in het verleden handel dreven met Dordrecht in onder meer erwten. 

## Het beeld
Het beeld is een erkenning van de geschiedenis voor de inwoners van Papendrecht. Doordat armoede een rol speelde in die tijd, vulden velen hun magere inkomen aan met het verbouwen, pellen en verkopen van erwten. De Ertepeller is in brons gegoten door de bronsgieterij Firma Sillen te Swalmen (in Limburg). Het beeld weegt 315 kilogram. Op de voet van het beeld staan de letters JM met het cijfer 77. De letters JM staan voor de initialen van de kunstenaar; 1977 voor het jaar van vervaardiging.

## Geschiedenis
De Ertepeller is ontstaan met dank aan een plaatselijke carnavalsvereniging met dezelfde naam, die de eerste actie ondernam.
In 1977 werd De Ertepeller verwezenlijkt door de kunstenaar J.J.M. Marks. Op 28 januari 1978 vond er een officiële onthulling plaats door de toenmalige burgemeester van Papendrecht, Marius Soetendal. 

## Verhuizing
Oorspronkelijk stond het beeld op de hoek Veerdam / Weteringsingel vlak bij de Meent. In 2003 werd het beeld verplaatst in verband met werkzaamheden in het centrum. Het beeld werd dinsdag 11 november 2003 verplaatst naar de locatie aan de Eilandstraat vlak bij de muziektent. Dit werd toegezegd voor een periode van 5 jaar. 